# Serie A1 1998-1999 (pallavolo maschile)
La Serie A1 maschile FIPAV 1998-99 fu la 54ª edizione della manifestazione organizzata dalla FIPAV. La regular season si svolse tra il 20 settembre 1998 e il 3 aprile 1999.

## Regolamento
Le 12 squadre partecipanti disputarono un girone unico con partite di andata e ritorno, cui fecero seguito i play-off scudetto, ai quali presero parte le prime otto squadre classificate della regular season. Le finaliste furono decretate con un girone all'italiana tra le quattro squadre ammesse alle semifinali. La squadra classificata all'11º posto disputò un girone all'italiana con le squadre piazzatesi dal 2º al 4º posto in A2 per giocarsi la permanenza in A1; la 12ª classificata retrocesse in Serie A2.

## Avvenimenti
L'inizio del campionato italiano maschile di pallavolo fu fissato per il 20 settembre, con la prima giornata. Ad aprire il torneo, il giorno 19, fu l'anticipo tra la Sira Cucine Falconara e la Sisley Treviso. Tra l'11 ottobre e il 9 dicembre fu effettuata una lunga sosta, durante la quale la Nazionale disputò in Giappone la Coppa del Mondo. Il girone d'andata terminò il 10 gennaio.
Nel corso del girone di ritorno, iniziato il 17 gennaio, si effettuò un'unica sosta tra la 14ª e la 15ª giornata: il 6 e il 7 febbraio fu infatti disputata la fase finale di Coppa Italia a Roma. La regular season terminò poi sabato 3 aprile.
Il 6 aprile presero il via i play-off per l'assegnazione dello scudetto, che si conclusero il 23 maggio a Modena, con l'affermazione della Sisley Treviso sui padroni di casa. Retrocesse la Della Rovere CariFano Fano, mentre l'altra marchigiana neopromossa, la Sira Cucine Falconara, fu condannata a giocarsi la permanenza in A1.

## Le squadre partecipanti
Le squadre partecipanti furono 12: la Sisley Treviso era campione uscente, mentre la Carifano Della Rovere Fano e la Sira Cucine Falconara erano le neopromosse dalla Serie A2. Alla rinuncia di Bologna, fusasi nella Conad Ferrara, sopperì il ripescaggio della Iveco Palermo.
| Squadra                    | Stagioni in Serie A1 | Allenatore                      | Campo di gioco                         |
| -------------------------- | -------------------- | ------------------------------- | -------------------------------------- |
| Carifano Della Rovere Fano | 1                    | Carlos Daniel Cardona           | Adriatic Arena di Pesaro               |
| Casa Modena Unibon         | 31                   | Bruno Bagnoli                   | PalaPanini di Modena                   |
| Conad Ferrara              | 2                    | Maurizio Menarini               | Palasport di Ferrara                   |
| Gabeca Fad Montichiari     | 12                   | Andrea Anastasi                 | PalaGeorge di Montichiari, BS          |
| Iveco Palermo              | 1                    | Raúl Lozano                     | PalaFondoPatti di Palermo              |
| Jucker Padova              | 23                   | Luigi Schiavon                  | PalaBernhardsson di Padova             |
| Lube Banca Marche Macerata | 4                    | Daniele Ricci                   | PalaFontescodella di Macerata          |
| Mirabilandia Ravenna       | 27                   | Piero Molducci, poi Kim Ho Chul | PalaDeAndrè di Ravenna                 |
| Piaggio Roma               | 3                    | Gian Paolo Montali              | Palazzetto dello Sport di Roma         |
| Sira Cucine Falconara      | 15                   | Alessandro Lazzeroni            | PalaBadiali di Falconara Marittima, AN |
| Sisley Treviso             | 11                   | Daniele Bagnoli                 | PalaVerde di Villorba, TV              |
| TNT Alpitour Cuneo         | 10                   | Silvano Prandi                  | Palazzetto dello Sport di Cuneo        |

## Classifica
| Pos. | Squadra                    | Pt | G  | V  | P  | SV | SP |
| ---- | -------------------------- | -- | -- | -- | -- | -- | -- |
| 1.   | Sisley Treviso             | 64 | 22 | 21 | 1  | 65 | 12 |
| 2.   | TNT Alpitour Cuneo         | 49 | 22 | 16 | 6  | 54 | 29 |
| 3.   | Piaggio Roma               | 48 | 22 | 16 | 6  | 55 | 26 |
| 4.   | Casa Modena Unibon         | 40 | 22 | 13 | 9  | 49 | 37 |
| 5.   | Lube Banca Marche Macerata | 37 | 22 | 12 | 10 | 43 | 36 |
| 6.   | Iveco Palermo              | 36 | 22 | 11 | 11 | 42 | 41 |
| 7.   | Gabeca Fad Montichiari     | 35 | 22 | 13 | 9  | 47 | 40 |
| 8.   | Jucker Padova              | 35 | 22 | 12 | 10 | 46 | 40 |
| 9.   | Conad Ferrara              | 19 | 22 | 7  | 15 | 29 | 53 |
| 10.  | Mirabilandia Ravenna       | 18 | 22 | 7  | 15 | 27 | 54 |
| 11.  | Sira Cucine Falconara      | 10 | 22 | 2  | 20 | 22 | 60 |
| 12.  | Carifano Della Rovere Fano | 5  | 22 | 2  | 20 | 11 | 62 |

| Ammesse ai play-off scudetto | Retrocessa dopo play-out | Retrocessa in Serie A2 |

## Risultati

### Tabellone
|             | Cuneo | Falconara | Fano | Ferrara | Macerata | Modena | Montichiari | Padova | Palermo | Ravenna | Roma | Treviso |
| ----------- | ----- | --------- | ---- | ------- | -------- | ------ | ----------- | ------ | ------- | ------- | ---- | ------- |
| Cuneo       | XXX   | 3-0       | 3-1  | 3-1     | 3-0      | 3-1    | 3-1         | 3-1    | 3-0     | 3-1     | 3-2  | 1-3     |
| Falconara   | 0-3   | XXX       | 3-0  | 2-3     | 0-3      | 2-3    | 2-3         | 1-3    | 3-0     | 1-3     | 1-3  | 1-3     |
| Fano        | 0-3   | 3-2       | XXX  | 1-3     | 0-3      | 0-3    | 1-3         | 1-3    | 1-3     | 3-0     | 0-3  | 0-3     |
| Ferrara     | 1-3   | 3-1       | 3-0  | XXX     | 1-3      | 1-3    | 3-1         | 0-3    | 0-3     | 3-1     | 0-3  | 1-3     |
| Macerata    | 3-0   | 3-0       | 3-0  | 3-0     | XXX      | 1-3    | 2-3         | 3-1    | 3-2     | 2-3     | 1-3  | 1-3     |
| Modena      | 3-1   | 3-1       | 3-0  | 3-0     | 3-0      | XXX    | 3-1         | 1-3    | 3-0     | 2-3     | 0-3  | 0-3     |
| Montichiari | 3-2   | 3-0       | 3-0  | 3-1     | 3-0      | 1-3    | XXX         | 3-2    | 1-3     | 3-1     | 2-3  | 0-3     |
| Padova      | 1-3   | 3-1       | 3-0  | 3-0     | 0-3      | 3-2    | 2-3         | XXX    | 1-3     | 3-0     | 3-2  | 1-3     |
| Palermo     | 3-2   | 3-0       | 3-0  | 2-3     | 1-3      | 2-3    | 0-3         | 3-0    | XXX     | 3-1     | 2-3  | 0-3     |
| Ravenna     | 0-3   | 3-1       | 3-0  | 3-1     | 1-3      | 3-2    | 0-3         | 0-3    | 1-3     | XXX     | 0-3  | 0-3     |
| Roma        | 1-3   | 3-0       | 3-0  | 3-0     | 3-0      | 3-1    | 3-0         | 3-1    | 1-3     | 3-0     | XXX  | 0-3     |
| Treviso     | 3-0   | 3-0       | 3-0  | 3-1     | 3-0      | 3-1    | 3-1         | 2-3    | 3-0     | 3-0     | 3-1  | XXX     |

### Calendario
| Prima giornata - 20 settembre |                   |     |                                 |
|                               |                   |     |                                 |
|                               | Falconara-Treviso | 1-3 | 16-14, 3-15, 4-15, 10-15        |
|                               | Fano-Macerata     | 0-3 | 11-15, 8-15, 8-15               |
|                               | Ferrara-Cuneo     | 1-3 | 9-15, 15-13, 10-15, 7-15        |
|                               | Padova-Modena     | 3-2 | 10-15, 15-9, 13-15, 17-16, 15-9 |
|                               | Ravenna-Palermo   | 1-3 | 10-15, 7-15, 15-13, 13-15       |
|                               | Roma-Montichiari  | 3-0 | 15-9, 15-9, 15-10               |

| Seconda giornata - 27 settembre |                     |     |                                  |
|                                 |                     |     |                                  |
|                                 | Cuneo-Padova        | 3-1 | 15-13, 9-15, 17-16, 15-13        |
|                                 | Macerata-Falconara  | 3-0 | 15-9, 17-16, 15-4                |
|                                 | Modena-Ravenna      | 2-3 | 15-9, 14-16, 13-15, 15-13, 12-15 |
|                                 | Montichiari-Ferrara | 3-1 | 15-3, 13-15, 15-11, 15-6         |
|                                 | Palermo-Fano        | 3-0 | 15-10, 15-6, 15-8                |
|                                 | Treviso-Roma        | 3-1 | 15-12, 14-16, 15-10, 15-3        |

| Terza giornata - 4 ottobre |                    |     |                                   |
|                            |                    |     |                                   |
|                            | Falconara-Palermo  | 3-0 | 16-14, 15-6, 15-12                |
|                            | Fano-Cuneo         | 0-3 | 8-15, 6-15, 6-15                  |
|                            | Ferrara-Macerata   | 1-3 | 4-15, 9-15, 15-8, 9-15            |
|                            | Padova-Montichiari | 2-3 | 15-12, 10-15, 15-13, 11-15, 11-15 |
|                            | Ravenna-Treviso    | 0-3 | 15-17, 12-15, 8-15                |
|                            | Roma-Modena        | 3-1 | 10-15, 15-4, 15-3, 15-7           |

| Quarta giornata - 11 ottobre |                       |     |                                 |
|                              |                       |     |                                 |
|                              | Cuneo-Ravenna         | 3-1 | 15-2, 15-5, 8-15, 15-13         |
|                              | Macerata-Roma         | 1-3 | 13-15, 15-8, 16-17, 3-15        |
|                              | Modena-Fano           | 3-0 | 16-14, 15-9, 15-3               |
|                              | Montichiari-Falconara | 3-0 | 15-12, 15-8, 15-8               |
|                              | Palermo-Ferrara       | 2-3 | 13-15, 15-7, 15-9, 13-15, 11-15 |
|                              | Treviso-Padova        | 2-3 | 16-17, 15-8, 15-12, 8-15, 12-15 |

| Quinta giornata - 9 dicembre |                  |     |                           |
|                              |                  |     |                           |
|                              | Fano-Montichiari | 1-3 | 15-12, 12-15, 15-8, 12-15 |
|                              | Ferrara-Treviso  | 1-3 | 15-11, 5-15, 8-15, 5-15   |
|                              | Modena-Cuneo     | 3-1 | 16-14, 15-11, 9-15, 15-12 |
|                              | Padova-Palermo   | 1-3 | 7-15, 12-15, 15-8, 12-15  |
|                              | Ravenna-Macerata | 1-3 | 9-15, 2-15, 15-9, 8-15    |
|                              | Roma-Falconara   | 3-0 | 15-6, 15-9, 15-9          |

| Sesta giornata - 13 dicembre |                     |     |                            |
|                              |                     |     |                            |
|                              | Falconara-Padova    | 1-3 | 13-15, 9-15, 15-12, 8-15   |
|                              | Ferrara-Ravenna     | 3-1 | 15-13, 8-15, 15-6, 15-11   |
|                              | Macerata-Modena     | 1-3 | 14-16, 16-14, 10-15, 16-17 |
|                              | Palermo-Montichiari | 0-3 | 3-15, 10-15, 11-15         |
|                              | Roma-Fano           | 3-0 | 15-6, 15-3, 15-3           |
|                              | Treviso-Cuneo       | 3-0 | 15-8, 15-10, 15-10         |

| Settima giornata, 20 dicembre |                     |     |                               |
|                               |                     |     |                               |
|                               | Cuneo-Roma          | 3-2 | 9-15, 15-11, 15-9, 6-15, 15-9 |
|                               | Fano-Ferrara        | 1-3 | 15-7, 12-15, 11-15, 14-16     |
|                               | Modena-Palermo      | 3-0 | 15-10, 15-4, 15-10            |
|                               | Montichiari-Treviso | 0-3 | 15-17, 5-15, 13-15            |
|                               | Padova-Macerata     | 0-3 | 8-15, 10-15, 8-15             |
|                               | Ravenna-Falconara   | 3-1 | 15-5, 16-14, 9-15, 15-10      |

| Ottava giornata, 27 dicembre |                      |     |                                  |
|                              |                      |     |                                  |
|                              | Falconara-Cuneo      | 0-3 | 8-15, 5-15, 6-15                 |
|                              | Fano-Ravenna         | 3-0 | 15-11, 15-10, 15-13              |
|                              | Ferrara-Modena       | 1-3 | 15-2, 12-15, 8-15, 0-15          |
|                              | Macerata-Montichiari | 2-3 | 11-15, 15-10, 15-17, 15-5, 12-15 |
|                              | Palermo-Treviso      | 0-3 | 4-15, 1-15, 8-15                 |
|                              | Roma-Padova          | 3-1 | 15-6, 5-15, 15-10, 15-11         |

| Nona giornata, 3 gennaio |                    |     |                                 |
|                          |                    |     |                                 |
|                          | Cuneo-Palermo      | 3-0 | 15-4, 15-10, 15-12              |
|                          | Falconara-Ferrara  | 2-3 | 15-12, 15-17, 15-9, 8-15, 11-15 |
|                          | Montichiari-Modena | 1-3 | 15-9, 13-15, 12-15, 14-16       |
|                          | Padova-Fano        | 3-0 | 15-3, 15-5, 15-7                |
|                          | Ravenna-Roma       | 0-3 | 6-15, 8-15, 6-15                |
|                          | Treviso-Macerata   | 3-0 | 15-8, 15-12, 15-9               |

| Decima giornata, 6 gennaio |                     |     |                                |
|                            |                     |     |                                |
|                            | Fano-Falconara      | 3-2 | 15-9, 13-15, 15-8, 7-15, 15-13 |
|                            | Macerata-Cuneo      | 3-0 | 15-10, 15-6, 15-5              |
|                            | Modena-Treviso      | 0-3 | 13-15, 8-15, 10-15             |
|                            | Montichiari-Ravenna | 3-1 | 15-6, 15-7, 12-15, 15-8        |
|                            | Padova-Ferrara      | 3-0 | 15-12, 15-9, 15-5              |
|                            | Roma-Palermo        | 1-3 | 7-15, 12-15, 15-13, 7-15       |

| Undicesima giornata, 10 gennaio |                   |     |                               |
|                                 |                   |     |                               |
|                                 | Cuneo-Montichiari | 3-1 | 15-7, 15-13, 12-15, 15-12     |
|                                 | Falconara-Modena  | 2-3 | 15-7, 4-15, 11-15, 15-6, 9-15 |
|                                 | Ferrara-Roma      | 0-3 | 7-15, 5-15, 10-15             |
|                                 | Palermo-Macerata  | 1-3 | 7-15, 8-15, 15-6, 11-15       |
|                                 | Ravenna-Padova    | 0-3 | 13-15, 7-15, 11-15            |
|                                 | Treviso-Fano      | 3-0 | 15-8, 15-10, 15-6             |

| Dodicesima giornata, 17 gennaio |                   |     |                                 |
|                                 |                   |     |                                 |
|                                 | Cuneo-Ferrara     | 3-1 | 10-15, 15-12, 15-5, 15-5        |
|                                 | Macerata-Fano     | 3-0 | 15-10, 15-8, 15-6               |
|                                 | Modena-Padova     | 1-3 | 15-7, 11-15, 10-15, 10-15       |
|                                 | Montichiari-Roma  | 2-3 | 16-14, 10-15, 8-15, 15-12, 8-15 |
|                                 | Palermo-Ravenna   | 3-1 | 11-15, 15-3, 15-8, 15-6         |
|                                 | Treviso-Falconara | 3-0 | 15-7, 15-10, 15-9               |

| Tredicesima giornata, 24 gennaio |                     |     |                                 |
|                                  |                     |     |                                 |
|                                  | Falconara-Macerata  | 0-3 | 11-15, 0-15, 9-15               |
|                                  | Fano-Palermo        | 1-3 | 15-11, 3-15, 7-15, 14-16        |
|                                  | Ferrara-Montichiari | 3-1 | 15-11, 15-6, 4-15, 15-8         |
|                                  | Padova-Cuneo        | 1-3 | 10-15, 15-10, 5-15, 10-15       |
|                                  | Ravenna-Modena      | 3-2 | 14-16, 15-6, 9-15, 15-10, 15-13 |
|                                  | Roma-Treviso        | 0-3 | 6-15, 11-15, 8-15               |

| Quattordicesima giornata, 31 gennaio |                    |     |                                 |
|                                      |                    |     |                                 |
|                                      | Cuneo-Fano         | 3-1 | 15-6, 11-15, 15-2, 15-8         |
|                                      | Macerata-Ferrara   | 3-0 | 15-6, 15-9, 15-11               |
|                                      | Modena-Roma        | 0-3 | 10-15, 1-15, 6-15               |
|                                      | Montichiari-Padova | 3-2 | 15-11, 15-5, 10-15, 4-15, 15-10 |
|                                      | Palermo-Falconara  | 3-0 | 15-3, 15-7, 15-2                |
|                                      | Treviso-Ravenna    | 3-0 | 15-5, 15-4, 15-5                |

| Quindicesima giornata, 14 gennaio |                       |     |                                   |
|                                   |                       |     |                                   |
|                                   | Falconara-Montichiari | 2-3 | 11-15, 15-13, 15-11, 14-16, 11-15 |
|                                   | Fano-Modena           | 0-3 | 6-15, 12-15, 2-15                 |
|                                   | Ferrara-Palermo       | 0-3 | 6-15, 14-16, 11-15                |
|                                   | Padova-Treviso        | 1-3 | 11-15, 5-15, 15-8, 12-15          |
|                                   | Ravenna-Cuneo         | 0-3 | 9-15, 4-15, 5-15                  |
|                                   | Roma-Macerata         | 3-0 | 15-11, 15-9, 15-10                |

| Sedicesima giornata, 21 febbraio |                  |     |                                |
|                                  |                  |     |                                |
|                                  | Cuneo-Modena     | 3-1 | 15-10, 13-15, 15-11, 15-8      |
|                                  | Falconara-Roma   | 1-3 | 8-15, 13-15, 15-11, 8-15       |
|                                  | Macerata-Ravenna | 2-3 | 15-11, 15-8, 8-15, 6-15, 12-15 |
|                                  | Montichiari-Fano | 3-0 | 15-1, 15-6, 15-0               |
|                                  | Palermo-Padova   | 3-0 | 15-11, 15-12, 15-13            |
|                                  | Treviso-Ferrara  | 3-1 | 9-15, 15-5, 15-6, 15-13        |

| Diciassettesima giornata, 28 febbraio |                     |     |                            |
|                                       |                     |     |                            |
|                                       | Cuneo-Treviso       | 1-3 | 6-15, 17-16, 2-15, 5-15    |
|                                       | Fano-Roma           | 0-3 | 6-15, 4-15, 4-15           |
|                                       | Modena-Macerata     | 3-0 | 15-13, 15-8, 15-3          |
|                                       | Montichiari-Palermo | 1-3 | 15-10, 13-15, 10-15, 10-15 |
|                                       | Padova-Falconara    | 3-1 | 15-7, 15-4, 6-15, 15-9     |
|                                       | Ravenna-Ferrara     | 3-1 | 15-4, 15-4, 11-15, 15-13   |

| Diciottesima giornata, 7 marzo |                     |     |                                |
|                                |                     |     |                                |
|                                | Falconara-Ravenna   | 1-3 | 8-15, 15-13, 9-15, 13-15       |
|                                | Ferrara-Fano        | 3-0 | 15-6, 15-7, 15-13              |
|                                | Macerata-Padova     | 3-1 | 15-11, 15-5, 12-15, 15-13      |
|                                | Palermo-Modena      | 2-3 | 15-11, 13-15, 9-15, 15-9, 8-15 |
|                                | Roma-Cuneo          | 1-3 | 15-13, 6-15, 1-15, 10-15       |
|                                | Treviso-Montichiari | 3-1 | 15-7, 13-15, 15-4, 15-11       |

| Diciannovesima giornata, 14 marzo |                      |     |                                 |
|                                   |                      |     |                                 |
|                                   | Cuneo-Falconara      | 3-0 | 15-7, 15-7, 16-14               |
|                                   | Modena-Ferrara       | 3-0 | 15-6, 15-8, 15-6                |
|                                   | Montichiari-Macerata | 3-0 | 15-7, 15-12, 15-8               |
|                                   | Padova-Roma          | 3-2 | 7-15, 15-7, 15-12, 13-15, 15-13 |
|                                   | Ravenna-Fano         | 3-0 | 15-0, 15-9, 16-14               |
|                                   | Treviso-Palermo      | 3-0 | 15-12, 15-13, 15-8              |

| Ventesima giornata, 21 marzo |                    |     |                               |
|                              |                    |     |                               |
|                              | Fano-Padova        | 1-3 | 6-15, 5-15, 16-14, 13-15      |
|                              | Ferrara-Falconara  | 3-1 | 15-11, 15-6, 6-15, 17-16      |
|                              | Macerata-Treviso   | 1-3 | 14-16, 15-8, 11-15, 4-15      |
|                              | Modena-Montichiari | 3-1 | 15-7, 15-7, 12-15, 15-8       |
|                              | Palermo-Cuneo      | 3-2 | 8-15, 6-15, 15-5, 15-9, 15-13 |
|                              | Roma-Ravenna       | 3-0 | 15-10, 15-10, 15-11           |

| Ventunesima giornata, 28 marzo |                     |     |                                 |
|                                |                     |     |                                 |
|                                | Cuneo-Macerata      | 3-0 | 15-2, 15-11, 15-4               |
|                                | Falconara-Fano      | 3-0 | 15-9, 15-11, 15-8               |
|                                | Ferrara-Padova      | 0-3 | 11-15, 0-15, 10-15              |
|                                | Palermo-Roma        | 2-3 | 15-11, 9-15, 15-10, 15-17, 8-15 |
|                                | Ravenna-Montichiari | 0-3 | 11-15, 12-15, 7-15              |
|                                | Treviso-Modena      | 3-1 | 15-11, 15-4, 13-15, 15-9        |

| Ventiduesima giornata, 3 aprile |                   |     |                                   |
|                                 |                   |     |                                   |
|                                 | Fano-Treviso      | 0-3 | 7-15, 9-15, 6-15                  |
|                                 | Macerata-Palermo  | 3-2 | 15-12, 17-15, 13-15, 11-15, 17-15 |
|                                 | Modena-Falconara  | 3-1 | 15-4, 15-7, 9-15, 15-7            |
|                                 | Montichiari-Cuneo | 3-2 | 11-15, 15-9, 3-15, 15-13, 18-16   |
|                                 | Padova-Ravenna    | 3-0 | 17-15, 15-12, 15-11               |
|                                 | Roma-Ferrara      | 3-2 | 15-5, 15-9, 15-4                  |

## Play-off Scudetto
|  | Quarti di finale | Quarti di finale | Quarti di finale | Quarti di finale | Quarti di finale |  |  | Semifinali | Semifinali | Semifinali | Semifinali | Semifinali |   |   | Finale | Finale  | Finale  | Finale | Finale |  |
|  |                  |                  |                  |                  |                  |  |  |            |            |            |            |            |   |   |        |         |         |        |        |  |
|  | 1                | Treviso          | Treviso          | 3                | 3                |  |  |            |            |            |            |            |   |   |        |         |         |        |        |  |
|  | 8                | Padova           | Padova           | 0                | 1                |  |  |            |            |            |            |            |   |   |        |         |         |        |        |  |
|  | 4                | Modena           | Modena           | 3                | 3                |  |  | 1          | Treviso    | Treviso    | Treviso    | Treviso    |   |   |        |         |         |        |        |  |
|  | 5                | Macerata         | Macerata         | 0                | 1                |  |  |            |            |            |            |            |   |   | 1      | Treviso | Treviso | 3      | 3      |  |
|  | 3                | Roma             | 2                | 3                | 2                |  |  |            |            | 4          | Modena     | Modena     | 0 | 2 |        |         |         |        |        |  |
|  | 6                | Palermo          | 3                | 2                | 3                |  |  | 4          | Modena     | Modena     | Modena     | Modena     |   |   |        |         |         |        |        |  |
|  | 2                | Cuneo            | 2                | 3                | 3                |  |  |            |            |            |            |            |   |   |        |         |         |        |        |  |
|  | 7                | Montichiari      | 3                | 0                | 1                |  |  |            |            |            |            |            |   |   |        |         |         |        |        |  |

### Semifinali
|         | Cuneo | Modena | Palermo | Treviso |
| ------- | ----- | ------ | ------- | ------- |
| Cuneo   | XXX   | 3-2    | 1-3     | 3-2     |
| Modena  | 3-0   | XXX    | 3-0     | 1-3     |
| Palermo | 2-3   | 1-3    | XXX     | 0-3     |
| Treviso | 3-0   | 3-0    | 3-0     | XXX     |

## Fonti
- LegaVolley.it.